# 羅德基 (堪薩斯州)
羅德基（英語：Rodkey）是位於美國堪薩斯州芬尼縣的一個非建制地區。該地的面積和人口皆未知。

## 地理
羅德基所處的海拔為高於海平面885米（即2904英呎），而該地所採用的時區為UTC-6，即北美中部時區（CST）。同時該地設有夏令時間，為UTC-6調快一小時，即UTC-5（CDT）。